# 토미 에빌라
야코 토미 크리스티안 에빌라(핀란드어: Jaakko Tommi Kristian Evilä, 1980년 4월 6일 ~ )는 핀란드의 육상 선수이다. 그는 2005년 헬싱키 세계 선수권 대회에서 동메달을 획득했다.
2008년 6월에 그는 예테보리에서 8.22m의 핀란드 국가 기록을 갈아치웠다. 그는 2008년 올림픽에 출전했지만, 결승전에 진출하지 못했다.
그는 2010년과 2012년 유럽 육상 선수권 대회에서 10위를 했다.

## 대회 성적
| Event            | 2005 | 2006 | 2007 | 2008 | 2009 |
| ---------------- | ---- | ---- | ---- | ---- | ---- |
| 하계 올림픽      |      |      |      | 17위 |      |
| 세계 선수권 대회 | 3위  |      |      |      | 14위 |

## 참조
- (영어) 토미 에빌라 - 국제 육상 경기 연맹